# جوناثان لاكورت
جوناثان لاكورت (بالفرنسية: Jonathan Lacourt)‏ (مواليد 17 أغسطس 1986 في أفينيون - فرنسا) لاعب كرة قدم فرنسي يلعب حاليا لصالح نادي الدرجة الأولى فالينسيان الفرنسي منذ 2008 في مركز الوسط المحوري . .

## روابط خارجية
- جوناثان لاكورت على موقع رابطة كرة القدم الفرنسية للمحترفين (الإنجليزية)
- جوناثان لاكورت على موقع قاعدة بيانات كرة القدم.إي يو (الإنجليزية)
- جوناثان لاكورت على موقع Soccerway.com (الإنجليزية)
- جوناثان لاكورت على موقع عالم كرة القدم.نت (الإنجليزية)
- جوناثان لاكورت على موقع كووورة